# Zahra Ouaziz
Zahra Ouaziz (in arabo زهرة واعزيز‎?; 20 dicembre 1969) è un'ex mezzofondista marocchina.

## Palmarès

### Mondiali
- 2 medaglie:
  - 1 argento (Siviglia 1999 nei 5000 m)
  - 1 bronzo (Göteborg 1995 nei 5000 m)

### Mondiali indoor
- 1 medaglia:
  - 1 argento (Maebashi 1999 nei 3000 m)

### Mondiali di corsa campestre
- 2 medaglie:
  - 2 argenti (Marrakech 1998; Vilamoura 2000)

### Campionati africani
- 1 medaglia:
  - 1 oro (Dakar 1998 nei 3000 m)

### Giochi della Francofonia
- 1 medaglia:
  - 1 oro (Parigi 1994 nei 10000 m)

## Altre competizioni internazionali
1999
- Oro al Campaccio ( San Giorgio su Legnano) - 20'09"